# Algemeen Belgisch Vlasverbond
Het Algemeen Belgisch Vlasverbond (ABV) is een Belgische werkgeversorganisatie.

## Historiek
De organisatie werd opgericht in 1920.

## Missie
De federatie heeft als doel de belangen van de vlastelers en de vlasvezelverwerkers te behartigen.

## Structuur

### Bestuur
| Periode      | Voorzitter       |
| ------------ | ---------------- |
| 1920 - ?     | Honoré De Gryse  |
| ? - 2010     | Christian Brille |
| 2010 - 2017  | Eric Decaluwé    |
| 2017 - heden | Paul De Baere    |